# Gohpur
Gohpur é uma cidade e uma town area committee no distrito de Sonitpur, no estado indiano de Assam.

## Geografia
Gohpur está localizada a 26° 53′ N, 93° 38′ L. Tem uma altitude média de 69 metros (226 pés).

## Demografia
Segundo o censo de 2001, Gohpur tinha uma população de 9408 habitantes. Os indivíduos do sexo masculino constituem 53% da população e os do sexo feminino 47%. Gohpur tem uma taxa de literacia de 72%, superior à média nacional de 59,5%: a literacia no sexo masculino é de 77% e no sexo feminino é de 66%. Em Gohpur, 13% da população está abaixo dos 6 anos de idade.